# Persikeplommon
Persikeplommon, oftast kallat Rött aprikosplommon i Svealand och Nektarinplommon i Götaland är en plommonsort av okänt ursprung, som odlats i Sverige åtminstone sedan 1860-talet. Den är dock äldre än så. Den odlas inte bara i Europa, utan även i Sydafrika och Nordamerika. 
Frukten är medelstor, rund, mattgul grundfärg och klart röd täckfärg. På skuggsidan framträder den gula grundfärgen. Huden är svår att dra av. Köttet är grovt, fast, mattgult, rätt syrligt med svag arom. Mognar i slutet av augusti. Bordsfrukt.
Trädet är friskt och tämligen härdigt. Det växer kraftigt och bildar stora vida träd. Bördigheten inträder sent och är ofta otillfredsställande. Frukten blåser lätt ner och lossnar vid ihällande regn.